# Liste der Monuments historiques in Caurel (Côtes-d’Armor)
Die Liste der Monuments historiques in Caurel (Côtes-d’Armor) führt die Monuments historiques in der französischen Gemeinde Caurel auf.

## Liste der Bauwerke
| Bezeichnung                      | Beschreibung | Standort | Kennzeichnung | Schutzstatus | Datum | Bild           |
| -------------------------------- | ------------ | -------- | ------------- | ------------ | ----- | -------------- |
| Allée couverte von Corn-er-Houët | Neolithikum  | (Lage)   | PA22000001    | Classé       | 1998  | weitere Bilder |
| Alignement von Bel-Air           |              | (Lage)   | PA00089059    | Classé       | 1952  |                |

## Liste der Objekte
- Monuments historiques (Objekte) in Caurel (Côtes-d’Armor) in der Base Palissy des französischen Kultusministeriums